# Eugen Ravnić
Eugen Ravnić (Fiume, 1933 – Fiume, 20 luglio 2019) è stato un calciatore jugoslavo, di ruolo portiere.
Alcune fonti, tra cui il suo necrologio, riportano come nome Eugenio "Geni" Ravnich. Non è da escludere che il nome "Eugen" sia riconducibile al periodo di militanza nel campionato austriaco. Disputò 19 partite nel massimo campionato jugoslavo e 41 partite nel massimo campionato austriaco.

## Carriera
Nato a Fiume nel 1933 (quando apparteneva ancora all'Italia), era il fratello minore di Mario Ravnić, anch'egli calciatore. Nel 1952 debuttò nel Quarnero/Kvarner, la principale squadra della città, giocando nel ruolo di portiere. Nei primi anni di carriera militò nelle divisioni inferiori ma con la promozione del Rijeka in Prva Liga nel 1958 debuttò nel massimo campionato jugoslavo. Nella stagione 1958-59 disputò 14 partite, mentre nelle stagioni successive trovò meno spazio, con tre presenze nella stagione 1959-60 e due nella stagione 1960-61.
Nel 1961 si trasferì al Toronto Italia, in Canada, con cui vinse l'edizione 1962 della Eastern Canada Professional Soccer League.
Terminata l'esperienza americana, tornò in Europa per militare nel club austriaco del Rudersdorf. Nella stagione 1961-62 debuttò nel massimo campionato austriaco con la casacca del Grazer AK, disputando 10 partite nel campionato 1962-63, 26 partite nel campionato 1963-64 e 5 partite nel campionato 1965-66.
Era il padre di Mauro Ravnić, nato nel 1959 e anch'egli calciatore.

## Palmarès

### Club
- Eastern Canada Professional Soccer League: 1

Toronto Italia: 1962